# Анна Тереза Савойская-Кариньянская
А́нна Тере́за Саво́йская-Каринья́нская  (итал. Anna Teresa di Savoia-Carignano; 1 ноября 1717, Париж — 5 апреля 1745, Отель Субиз) — принцесса Савойского дома, дочь кариньянского принца Виктора Амадея I, в замужестве — принцесса де Субиз, герцогиня де Роган-Роган и графиня де Сен-Поль.

## Биография
Анна Тереза Савойская-Кариньянская родилась 1 ноября 1717 года в Турине. Дочь принца Виктора Амадея I Савойского-Кариньянского и принцессы Виктории Франциски Савойской, маркизы Сузской, незаконнорождённой дочери короля Виктора Амадея II от его фаворитки Жанны Батисты д’Альбер де Люинь.
Спустя год родители Анны Терезы были вынуждены покинуть Турин из-за больших долгов отца принцессы, который был кутилой и мотом. Они прибыли в Париж во Францию во время регентства принца Филиппа Орлеанского при несовершеннолетнем короле Людовике XV. Принцесса росла в Суассонском дворце, который был превращён её отцом в большой игорный дом.
Благодаря усилиям матери, Анна Тереза вышла замуж за вдовца, принца Шарля де Рогана, похоронившего свою первую супругу Анну Марию Луизу де Ля Тур д’Овернь. Как глава младшей ветви дома Роганов, её муж носил титулы принца де Субиз и герцога де Роган-Роган. В 1758 году он стал маршалом Франции и служил министром в правительствах королей Людовика XV и Людовика XVI.
Венчание состоялось в родовом замке де Роганов в городе Саверн 6 ноября 1741 года. Церемонию возглавлял брат жениха, Арман де Роган, епископ Страсбурга. В этом браке родился всего один ребёнок.
Падчерицей Анны Терезы была дочь мужа от первого брака, Шарлотта де Роган, будущая жена Луи Жозефа де Бурбона, принца де Конде.
Анна Тереза Савойская-Кариньянская умерла во время родов во дворце принцев де Субиз в Париже 5 апреля 1745 года. В декабре того же года её овдовевший муж снова женился, на этот раз на ландграфине Виктории Гессен-Ротенбургской.

## Брак и титулы
В Саверне в замке герцогов Роганов 6 ноября 1741 года состоялась церемония бракосочетания между принцессой Анной Терезой Савойской-Кариньянской и Шарлем де Роганом (16 июля 1715 — 4 июля 1787), герцогом Роган-Роганом, принцем Субиз, герцогом Вентадуром, принцем Эпинуа и графом Сен-Поль, сыном Жюля Франсуа Луи де Рогана, принца Субиз и Анны-Жюли Аделаиды де Мелён. В этом браке родилась единственная дочь:
- принцесса Виктория Арманда де Роган (28 декабря 1743 — 20 сентября 1807), принцесса Мобюиссон, владелица Клиссона, статс-дама и гувернантка детей короля Людовика XVI и королевы Марии Антуанетты, вышла замуж за Анри Луи де Рогана (30 августа 1745 — 24 апреля 1809), принца Гемене[4].

С рождения и до замужества она носила титул Её Королевского высочества, принцессы Савойской, принцессы Кариньянской. Титул Анны Терезы после замужества — Её Королевское высочество, принцесса Савойская, принцесса Кариньянская, герцогиня Роган-Роган, принцесса Субиз, герцогиня Вентадур, принцесса Эпинуа и графиня Сен-Поль.